# معترسة رغامية
المعترسة الرغامية (الاسم العلمي:Syngamus trachea) (بالإنجليزية: Gapeworm)‏ هي نوع من الديدان الأسطوانية تتبع جنس المعترسة من فصيلة المعترسات.